# Duckman: The Graphic Adventures of a Private Dick
A Duckman: The Graphic Adventures of a Private Dick egy 1997-es point-and-click kalandjáték, ami a Duckman: Private Dick/Family Man című rajzfilmsorozat alapján készült. A játékot 1997. március 31-én adták ki Windows gépekre.

## Játékmenet
A játékban a magánnyomozóként dolgozó Eric T. Duckman hatalmas népszerűségre tesz szert, már televíziós sorozatot is készíteni akarnak róla. Ám egy nap kicserélik őt, a helyére pedig egy hősiesebb, izmosabb Duckman-t raknak. A kacsa barátja, a malac Cornfed segítségével elindul, hogy elintézze az imposztort, akiről kiderül, hogy egy robot, akit Duckman ősi ellensége, King Chicken hozott létre.
A játék point-and-click típusú, vagyis Duckman azokkal a tárgyakkal és szereplőkkel tud interakcióba kerülni, amikre a játékos rá tud kattintani. A szereplőkkel való interakcióknak két módja van: normál és dühös. A játékban összesen 30 helyszín található.

## Fordítás
Ez a szócikk részben vagy egészben  a   Duckman: The Graphic Adventures of a Private Dick című angol Wikipédia-szócikk fordításán alapul.  Az eredeti cikk szerkesztőit annak laptörténete sorolja fel. Ez a jelzés csupán a megfogalmazás eredetét és a szerzői jogokat jelzi, nem szolgál a cikkben szereplő információk forrásmegjelöléseként.